# Sarm es-Sejk-i nemzetközi repülőtér
A Sarm es-Sejk-i nemzetközi repülőtér (IATA: SSH, ICAO: HESH) (arabul: مطار شرم الشيخ الدولي) az egyiptomi Sarm es-Sejk nemzetközi repülőtere. Az ország harmadik legnagyobb forgalmú repülőtere a kairói nemzetközi repülőtér és a hurghadai nemzetközi repülőtér után; szerepel Afrika tíz legforgalmasabb repülőtere között. Az Air Cairo, az AMC Airlines és az EgyptAir Express bázisa.

## Története
A repülőtér 1968. május 14-én nyílt meg az izraeli légierő bázisaként, az akkor Izraelhez tartozó Sínai-félsziget déli részén, Ofira (ma Sarm es-Sejk) városa mellett. Miután 1979-ben aláírták az Egyiptom és Izrael közti békeszerződést, és Izrael kivonult a félszigetről, a repülőteret újranyitották a civil légiközlekedés számára.
A legnagyobb méretű repülőgép, amely rendszeresen használta a repülőteret, a Transaero Airlines Moszkvából érkező Boeing 747–400 gépe volt. A Transaero 2015 októberében beszüntette működését. Az ideérkező egyetlen menetrend szerinti Boeing 777–200ER gépet a British Airways üzemeltette a London–Gatwick repülőtérről; ezt a járatot ideiglenesen felfüggesztették a Metrojet 9268-as járata katasztrófáját okozó biztonsági problémák miatt.

## Terminálok
2008-ban az egyiptomi repülőtereket üzemeltető Egyptian Airports Holding Company (EAHC) bejelentette, hogy harmadik terminált épít a repülőtéren, hogy képes legyen kiszolgálni az egyre növekvő utasszámot (2008 első nyolc hónapjában az utasok száma 28%-kal növekedett). 2009 júliusában a spanyol Pointec tervezőirodával kötöttek szerződést a terminál megépítésre. A terminál a tervek szerint megduplázza a repülőtér befogadóképességét 7,5 millióról 15 millióra. A projekt az előzetes tervek alapján 350 millió dollárba kerül majd. Úgy tervezték, hogy 2010 elejére elkészülnek a tervek, majd pályázattal döntenek a kivitelezőről, és a terminál 2015-re teljesen felépül, az építkezés azonban a mai napig (2016 szeptembere) nem kezdődött meg.

### 1-es terminál
Az 1-es terminál később épült, mint a 2-es. 2007. május 23-án avatták fel, évi 5 millió utast képes kiszolgálni. A kétszintes, összesen 43 000 m² területű terminálon 40 checkin pult található, és arra tervezték, hogy nagy számban tudjon fogadni nemzetközi menetrend szerinti és charterjáratokat. Két belföldi és hat nemzetközi beszállítókapuja van, mindegyiken buszos beszállítás zajlik.
A terminálépület három részből áll: két kör alakú csarnokból, melyet egy „csónak” néven ismert épületrész köt össze. Ez utóbbiban található a tranzit az útlevélellenőrzéssel, a vámmentes üzlettel, éttermekkel és a VIP várókkal. A „csónak” egybefüggő tömegével ellentétben a csarnokok légies, lebegő sátorponyvára emlékeztető tetővel rendelkező épületek, melyeket a helyi beduin kultúra ihletett.

### 2-es terminál
A mai 2-es terminál a repülőtér eredeti első terminálépülete. 2004-ben teljes modernizáláson esett át, utaskapacitása évente 2,5 millió. Az 1-es terminál átadása óta számos légitársaság inkább az új terminált kezdte használni.
2016 decemberében az Egyptian Airports Company bejelentette, hogy tervezi a 2-es terminál bővítését és kapacitásának bővítését 4,5 millió utasra, így a repülőtér összesen 9,5 millió utast lesz képes fogadni évente. A tervek szerint új futópálya is épül.

## Légitársaságok és úti célok

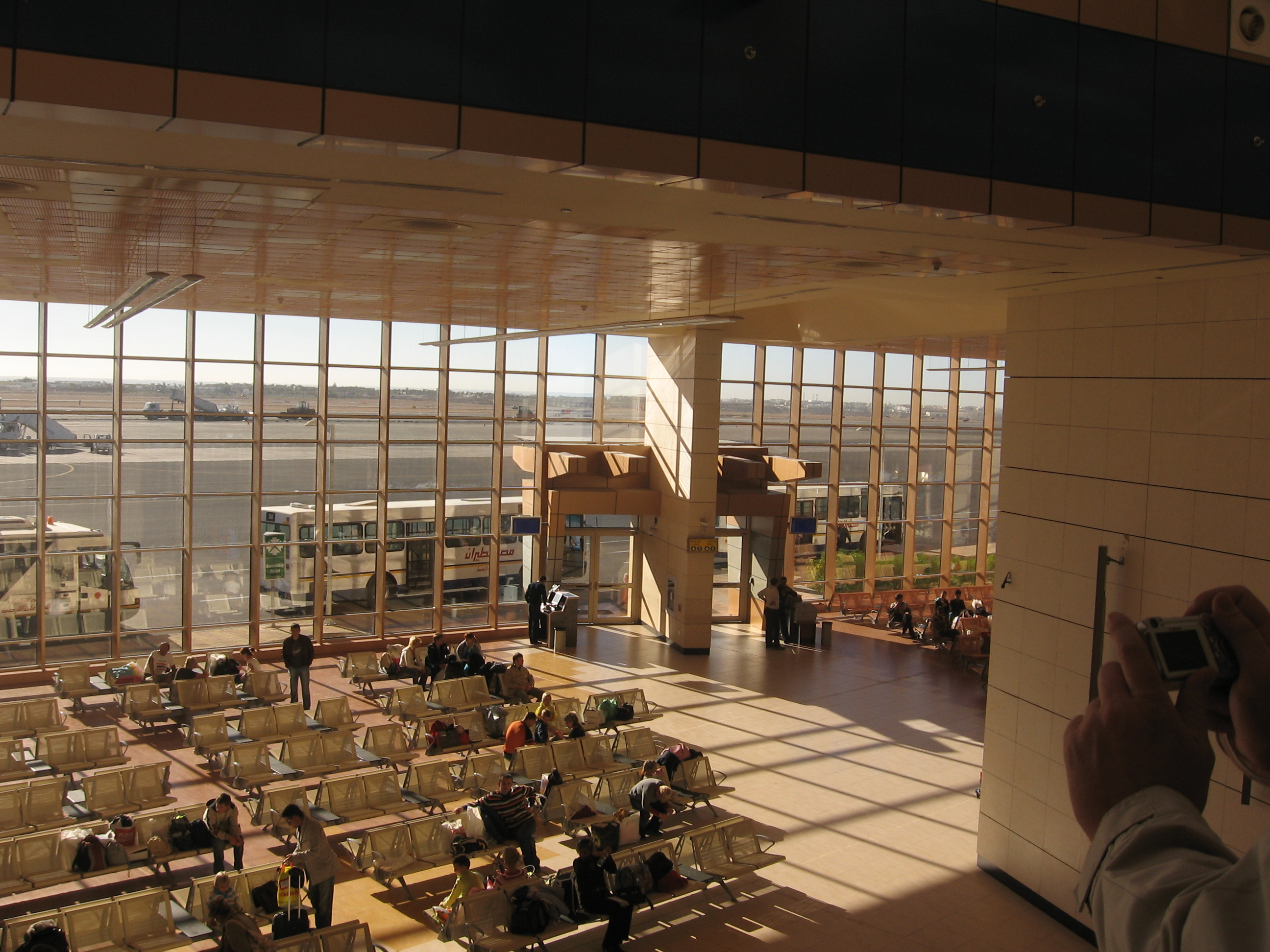
Az indulási csarnok a repülőtéren

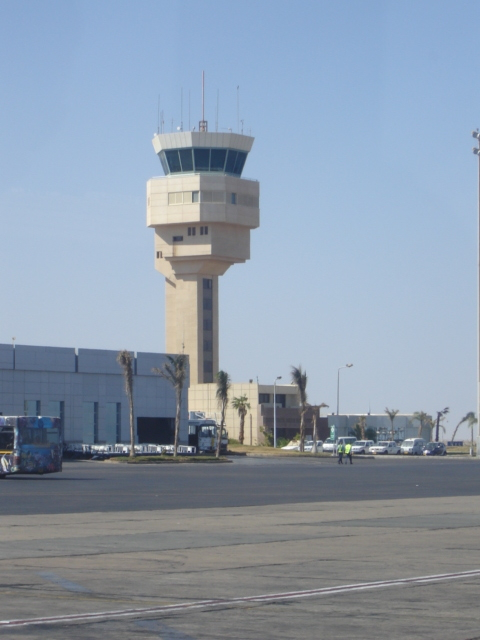
Az irányítótorony

| Légitársaság                          | Célállomások | Terminál |
| ------------------------------------- | --- | -------- |
| Air Cairo                             | Hurghada, Oslo–Gardermoen, Tbiliszi, Linz, Jereván | 1        |
| AMC Airlines                          | Szezonális charter: Milánó–Malpensa, Torino, Velence, Varsó–Chopin, Jereván | 1        |
| Azur Air Ukraine                      | Szezonális charter: Harkiv, Kijev–Boriszpil, Zaporizzsja | 1        |
| Belavia                               | Charter: Minszk | 1        |
| Edelweiss Air                         | Szezonális: Zürich (2017. október 1-jén indul újra) | 1        |
| EgyptAir                              | Kairó | 1        |
| EgyptAir üzemeltető: EgyptAir Express | Alexandria–Borg el Arab, Kairó, Hurghada | 1        |
| Enter Air                             | Charter: Gdańsk, Katowice, Krakkó, Poznań, Varsó–Chopin, Wrocław | 1        |
| Flynas                                | Dzsidda | 1        |
| Germania                              | Düsseldorf, München | 1        |
| Jazeera Airways                       | Kuvait | 1        |
| Jet Time                              | Charter: Stockholm–Arlanda | 1        |
| Kuwait Airways                        | Kuvait | 1        |
| LOT Polish Airlines                   | Szezonális charter: Varsó–Chopin | 1        |
| Meridiana                             | Charter: Bergamo, Bologna, Milánó–Malpensa, Róma–Fiumicino, Verona Szezonális charter: Ancona | 1        |
| Mistral Air                           | Charter: Bergamo, Bologna | 1        |
| Neos                                  | Charter: Bergamo, Bologna, Milánó–Malpensa, Róma–Fiumicino, Verona | 1        |
| Nile Air                              | Kairó | 1        |
| Pegasus Airlines                      | Isztambul–Sabiha Gökçen | 1        |
| Royal Jordanian                       | Amman–Alia királyné | 1        |
| Saudia                                | Dzsidda, Rijád | 1        |
| Small Planet Airlines                 | Katowice, Gdańsk | 1        |
| SmartLynx Airlines                    | Charter: Riga | 1        |
| Thomas Cook Airlines                  | Birmingham (újraindul 2017. április 11-én), London–Gatwick (újraindul 2017. április 11-én), Manchester (újraindul 2017. április 11-én), Newcastle upon Tyne (újraindul 2017. április 15-én) Szezonális: Bristol, Cardiff, East Midlands, Glasgow, London–Stansted (felfüggesztve) | 2        |
| Thomson Airways                       | Birmingham (újraindul 2017. április 2-án), Bristol (újraindul 2017. március 30-án), Cardiff, Doncaster/Sheffield, East Midlands (újraindul 2017. november 2-án), Edinburgh, Glasgow, London–Gatwick (újraindul 2017. március 30-án), London–Luton, London–Stansted (újraindul 2017. november 5-én), Manchester (újraindul 2017. március 30-án), Newcastle upon Tyne (újraindul 2017. november 6-án) Szezonális: Belfast–nemzetközi, Bournemouth, Exeter (all suspended) | 2        |
| Travel Service Polska                 | Varsó-Chopin | 1        |
| TUI Airlines Netherlands              | Amszterdam | 1        |
| TUIfly Belgium                        | Brüsszel | 1        |
| TUIfly Nordic                         | Szezonális charter: Gothenburg–Landvetter, Malmö, Oslo–Gardermoen, Stockholm–Arlanda | 1        |
| Turkish Airlines                      | Isztambul–Atatürk | 1        |
| Ukraine International Airlines        | Szezonális charter: Dnyipro, Harkiv, Kijev–Boriszpil, Lviv, Odessza | 1        |
| Wind Rose Aviation                    | Szezonális charter: Dnyipro, Ivano-Frankivszk, Harkiv, Kijev–Boriszpil, Odessza, Ungvár | 1        |

A szünetelő járatok akkor indulnak újra, ha a korlátozásokat feloldották.

## Forgalom
Az utasforgalom az elmúlt években az alábbi módon változott:
| Utasok száma | 633 550 | 1 031 809 | 2 073 587 | 4 594 485 | 6 424 851 | 8 693 990 | 5 953 034 | 1 752 944 | 5 895 941 | 4 519 221 |
|              | 1995    | 1998      | 2001      | 2004      | 2007      | 2010      | 2013      | 2016      | 2019      | 2022      |

## Balesetek
- 2004. január 3-án a Flash Airlines 604-es járata, amely Kairón keresztül tartott Párizsba, a Vörös-tengerbe zuhant nem sokkal azután, hogy felszállt Sarm es-Sejkben. A fedélzeten tartózkodó 148 ember mind életét vesztette. A katasztrófa okaként feltételezték a pilóta hibáját és a műszerek meghibásodását is, de a nyomozás nem derítette ki a pontos okot.
- 2015. augusztus 23-án a Thomson Airways 476-os járata, amely a London–Stansted repülőtérről érkezett 189 emberrel a fedélzetén és épp megközelítette Sarm es-Sejket, ki kellett, hogy térjen egy felé tartó rakéta elől. A rakéta körülbelül 300 méterrel haladt el a repülőgép mellett; a gép ezek után épségben földet ért. A nyomozás kiderítette, hogy a rakéta az egyiptomi hadsereg hadgyakorlata során tévedt el.[18]
- 2015. október 31-én a Metrojet 9268-as járata, amely Sarm es-Sejkből tartott Szentpétervár felé, lezuhant a Sínai-félszigeten Nekhel és Huszna között. A fedélzeten tartózkodó 224 ember, nagyrészt orosz turisták, mind életüket vesztették. Az Iszlám Állam nevű dzsihádista szervezet, amely a közeli Szíriában háborúban állt az orosz erőkkel, azonnal magára vállalta a terrorcselekmény elkövetését, melyet bomba okozott. Az orosz nyomozók november közepén megerősítették, hogy a katasztrófát bombarobbanás okozta.[19] Ezt követően több ország felfüggesztette Sarm es-Sejk-i járatait. A repülőteret biztonsági szempontból veszélyesnek tartják, a reptéri személyzetet több esetben látták, amint fegyvereket, drogokat és ellenőrzésen át nem ment utasokat enged át.[19][20]

## További hivatkozások
- Egyiptom repülőtereinek listája

## Fordítás
Ez a szócikk részben vagy egészben  a   Sharm El Sheikh International Airport című angol Wikipédia-szócikk ezen változatának fordításán alapul.  Az eredeti cikk szerkesztőit annak laptörténete sorolja fel. Ez a jelzés csupán a megfogalmazás eredetét és a szerzői jogokat jelzi, nem szolgál a cikkben szereplő információk forrásmegjelöléseként.